# Pier Antonio Torroni
Pier Antonio Torroni (Cesena, 9 luglio 1963) è un ex calciatore italiano, di ruolo difensore.

## Carriera
Debutta a 16 anni con il Forlimpopoli in Serie D e dopo due stagioni esordisce in Serie C1 col Modena, squadra della quale farà parte per sette anni; dopo la vittoria del campionato di Serie C1 1985-1986 debutta in Serie B, disputando 65 gare e segnando un gol nella serie cadetta nell'arco di due stagioni.
Nel 1988 torna a giocare in Serie C1 con le maglie di Perugia, Spezia, Massese e Mantova. Nel 1997 passa al Sassuolo, che chiude al secondo posto in classifica il Campionato Nazionale Dilettanti 1997-1998, e disputa con la stessa società emiliana la sua ultima stagione da professionista, chiudendo la carriera nel 1999.

## Palmarès

### Club

#### Competizioni nazionali
- Serie C1: 1

Modena: 1985-1986

#### Competizioni internazionali
- Coppa Anglo-Italiana: 1

Modena: 1982